# Sparda-Bank Hessen

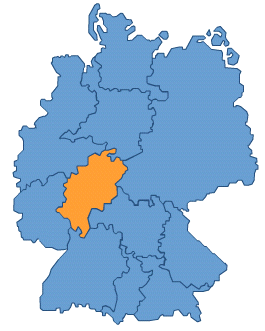
Geschäftsgebiet

Die Sparda-Bank Hessen ist eine deutsche Genossenschaftsbank im Bundesland Hessen. Die Sparda-Bank Hessen ist eine der elf deutschen Genossenschaftsbanken, die im Verband der Sparda-Banken zusammengeschlossen sind. Sie ist Mitglied im Bundesverband der Deutschen Volksbanken und Raiffeisenbanken sowie dessen Sicherungseinrichtung und gehört dem Cashpool an.

## Geschichte
Durch die Vereinigung der Sparda-Bank Kassel mit der Sparda-Bank Frankfurt/Main entstand im Juli 2004 die Sparda-Bank Hessen. 

### Sparda-Bank Kassel
Die Sparda-Bank Kassel wurde bereits 1897 von Mitgliedern des Eisenbahnervereins in Kassel als Eisenbahn-Spar- und Darlehnskasse gegründet, um „die wirtschaftlichen Verhältnisse ihrer Mitglieder durch Ansammlung von Ersparnissen und durch Gewähr von Darlehen zu fördern“.

### Sparda-Bank Frankfurt/Main

#### Von der Gründung bis zum Ersten Weltkrieg
Die Sparda-Bank Frankfurt/Main wurde am 1. April 1903 in der königlich-preußischen Eisenbahndirektion Frankfurt in der Hedderichstraße 25 als Spar- und Vorschußverein von Eisenbahn-Beamten und -Arbeitern im Eisenbahndirektionsbezirk Frankfurt am Main eingetragene Genossenschaft mit beschränkter Haftpflicht in Frankfurt am Main gegründet. Treibende Kraft für die Gründung war Oberregierungsrat Paul Meyer, der erster Aufsichtsratsvorsitzender der Bank wurde.
Vorangegangen war eine begründende Versammlung am 20. Februar 1903. Auf dieser wurde achtköpfiger Vorstand und ein zwölfköpfiger Aufsichtsrat gewählt. Am 6. Juni 1903 erfolgte die Eintragung in das Genossenschaftsregister Frankfurt unter Nummer 46. Die Eintragung erfolgte als Eisenbahnspar- und Darlehenskasse, um Verwechselungen mit der ab 1890 bestehende Eisenbahnersparkasse zu vermeiden. Diese stand nur den Eisenbahnbeamten, nicht aber den Arbeitern offen. Der elitäre Ansatz der Sparkasse zeigte sich auch daran, dass der Geschäftsanteil 100 Goldmark kostete. Die Eisenbahnersparkasse verlor nach der Gründung viele Mitglieder und ging in den Wirren der Inflation unter.
Die Sparda hingegen wuchs rapide. Am 31. März 1904 zählte sie 2612, 1907 bereits 3400 und Ende 1913 schon 6119 Mitglieder. Entsprechend stiegen auch Einlagen und Kredite. 1913 zählte man erstmals über 500.000 Mark Spareinlagen.

#### Der Erste Weltkrieg und die Inflation
Der Beginn des Ersten Weltkriegs wurde von den Eisenbahnern begeistert unterstützt. Ein großer Teil der Mitglieder und des Vorstandes diente an der Front. Das Eisenbahnerwesen nahm kriegsbedingt einen Aufschwung, entsprechend wuchsen die Einlagen weiter. Der patriotischen Stimmung folgend zeichnete die Bank bis 1918 über 400.000 Mark in Kriegsanleihen. Dieses Klumpenrisiko steigerte sich noch, da die Bank 1919 Kredite an Mitglieder für Kriegsanleihen als Pfand gewährte.
Die Inflation entwertete diese Einlagen genauso wie die anderen vergebenen Kredite. Mit der Währungsreform war alles Vermögen der Bank aufgezehrt. Die Eröffnungsbilanz vom 1. Januar 1924 wies ein Vermögen von gerade noch 110 Goldmark auf. Die alten Geschäftsanteile wurden auf 0 Mark abgewertet, die Mitglieder mussten neue Geschäftsanteile zeichnen. Diese kosteten 10 Goldmark mit einem Eintrittsgeld von 50 Pfennig. Der Neuanfang gelang. 1930 hatte die Bank mit 19.000 Mitgliedern doppelt so viele wie Ende 1919.
Eine Herausforderung für die Bank war die Aufwertung der Altschulden die durch zwei Reichsgesetze im Juni 1925 verordnet wurde: Altschulden vor der Währungsreform mussten nun zu 25 % in neuer Währung beglichen werden. Für die Sparda war problematisch, dass die Staatsschulden nur zu 5 % beglichen werden mussten. Dies gelang nur zu einem Teil.

#### Weimarer Republik und Zeit des Nationalsozialismus
In der Weltwirtschaftskrise sank die Zahl der Mitglieder bis 1932 auf 13.000. Die Bank war von der Bankenkrise jedoch nicht stark betroffen. Indikator hierfür war das Wachstum der Spareinlagen von 2,2 Millionen RM 1929 auf 3,2 Millionen 1932.
Seit der Generalversammlung vom 25. April 1931 lautete der Name der Bank „Reichsbahn-Spar- und Darlehenskasse Frankfurt (Main)“. Nach dieser Umbenennung wurde erstmals auch „Sparda“ als interne Bezeichnung genutzt. 1932 verabschiedete die Vertreterversammlung eine neue Satzung.
Für das weitere Schicksal der Bank war der Beitritt zur Reichsverkehrsbank im Jahr 1932 wesentlich. Diese wickelte nun den gesamten Geldverkehr ab und nahm Zentralbankfunktionen war.
1931/32 wurde auch eine engere Anbindung an die Reichsbahn umgesetzt. Die Kasse wurde zur so genannten Hebestelle und zog in dieser Funktion Mitglieds- und Versicherungsbeiträge ein. Dies betraf die Eisenbahnvereine, Eisenbahner-Gewerkschaften, Eisenbahn-Hausbrand-Versorgung und die Eisenbahn-Landwirtschaft, Eisenbahn-Sterbekassen, Versicherungsverein Deutscher Eisenbahnbediensteter, Deutsche Beamtenversicherung und die Iduna-Lebensversicherung. Diese Beiträge wurden vorher durch die Reichsbahn vom Lohn abgezogen. Durch die Auslagerung dieses Einzugs ersparte sich die Reichsbahn Verwaltungskosten in der Lohnabrechnung. Aus Sicht der Sparda bedeutete dies ein zusätzliches Argument für die Mitgliederwerbung. Im Gegenzug entstanden höhere Verwaltungsaufwendungen. In der Folge stieg die Mitarbeiterzahl bis Ende 1932 auf 21 und die Geschäftskosten auf 1,76 % der Bilanzsumme.
Mit der Machtergreifung der Nationalsozialisten ergaben sich nur geringfügige personelle Änderungen. Die Vorstände, die bereits seit den 1920er Jahren im Amt waren, blieben in ihrer Funktion. 1934 wurde der Reichsbahnamtmann Heinrich Weber neu in den Vorstand aufgenommen. Dieser wurde 1945 als „Parteigenosse“ entlassen. Im Aufsichtsrat wurde der Arbeitnehmervertreter Jakob Zissel im Rahmen der Gleichschaltung entlassen.
Im Oktober 1935 erfolgte der Umzug der Bank in das Präsidentengebäude der Reichsbahndirektion an der Hohenzollern-Anlage (heute: Friedrich-Ebert-Anlage).
Ökonomisch ging es in den Folgejahren steil bergauf. Die Mitarbeiterzahl stieg bis 1939 auf 51. Noch stärker stieg der Personalaufwand. Pro Mitarbeiter wurden 1932 noch 2300 Reichsmark aufgewendet, 1939 waren es knapp 3000 Reichsmark.
Die bereits Ende der 1920er Jahre begonnene Technisierung wurde in den 1930er Jahren fortgesetzt. 1934 wurden Kosten 32.000 RM die dritte saldierende Buchungsmaschine und erstmals eine vollautomatische Buchungsmaschine und eine Adrema-Anlage mit 38.000 Platten angeschafft, um die Funktion als Hebestelle effektiv zu erfüllen.
Die dezentrale Struktur der Sparda-Banken stand im deutlichen Kontrast zur nationalsozialistischen Ideologie einer starken zentralen Steuerung und dem Führerprinzip. Auch wenn die einzelnen Sparda-Banken formal ihre Selbstständigkeit behielten, erfolgte eine konsequente Vereinheitlichung und Zentralisierung.
Das eine Instrument hierfür war der Prüfungsverband (ab 1936: Prüfungsverband der Reichsbahn-Spar- und Darlehenskassen e. V.). Dieser gab Ende 1933 einen einheitlicher Kontenrahmen und eine einheitliche Bilanzstruktur vor. Die regelmäßigen Kontrollen durch den Verband sicherten eine einheitliche Geschäftspolitik. Das zweite Instrument war die Reichsverkehrsbank. Diese hatte bereits in der Weimarer Republik den Zahlungsverkehr übernommen. Nun übernahm sie zusätzlich die Wertpapiere und Geldanlagen der Sparda-Banken. Alle Einlagenüberschüsse wurden bei der Reichsverkehrsbank angelegt, die zentral über die Mittelverwendung verfügte.
Die Zahl der Reichsbahn-Mitarbeiter stieg in der Zeit des Nationalsozialismus stark an. Entsprechend entwickelte sich die Mitgliederzahl der Sparda. 1933 waren es 15.000 Mitglieder, im Jahr 1945 war die Zahl auf 25.000 angewachsen. Auch die Bilanzsumme war stark gestiegen. 1932 waren es 3,5, im Jahr 1939 schon 10 und 1945 über 50 Millionen Reichsmark.
Im Zweiten Weltkrieg war auch die Sparda Frankfurt stark betroffen. Kriegsbedingt wurde der letzte Geschäftsbericht 1942 mit einem Umfang von lediglich 4 Seiten herausgegeben, in den Folgejahren wurde keiner mehr erstellt. Die letzte Vertreterversammlung fand am 24. März 1943 statt, ab 1944 entfielen auch die Rechnungsprüfungen. Dennoch erfolgten noch bis März/April 1945 Auszahlungen.
Am 1. Februar 1943 wurde der Geschäftsbetrieb nach Friedberg verlegt, um ihn vor Zerstörungen im Bombenkrieg zu schützen. Die Maßnahme war vergeblich: Bei einem Bombenangriff am 22. Januar 1945 wurde das Bankgebäude vollständig zerstört. Der Vorstandsvorsitzende, Reichsbahnamtmann Wiederstein war tot, mehrere Angestellte schwer verletzt. Die Unterlagen der Bank waren weitgehend vernichtet.

#### Neuanfang nach 1945
Am 1. Juni 1945 erfolgte die Neueröffnung in der Moselstraße 2. Am 1. Januar 1946 nahm auch die Außenstelle Friedberg mit 12 Angestellten die Arbeit wieder auf.
Das Aufsichtsratsmitglied Franz Ebenau war als provisorischer Vorstandsvorsitzender ernannt worden. Heinrich Weber war als Vorstand wegen seiner NSDAP-Mitgliedschaft abgesetzt worden,
der Güterbodenarbeiter Valentin Servatius als Vorstand „aus eigenem Wunsch“ ausgeschieden.
Damit waren nur noch zwei erfahrene Vorstände im Amt: Reichsbahnobersekretär August Staab (seit 1926 Vorstand) und Reichsbahnassistent Karl Laberenz (seit 1932 im Vorstand). Staab wurde im November 1945, Laberenz im März 1946 durch die Besatzungsbehörden entlassen. Nach erfolgter Entnazifizierung kehrte Staab im Sommer 1947 und Laberenz am 29. Juli 1948 wieder in das Vorstandsamt zurück. Jakob Zissel wurde am 24. September 1945 zum Aufsichtsratsvorsitzenden bestellt.
Die Bank stand finanziell vor dem Ende. Am 28. April 1945 wurde die Reichsverkehrsbank, die ihren Sitz in Berlin-Mitte, also der SBZ hatte von der SMAD vorläufig und am 28. Juni 1945 endgültig geschlossen worden. Sämtliche Einlagen wurden enteignet. Das Guthaben der Sparda dort betrug 46 Millionen Reichsmark.
Um den Betrieb sicherzustellen, erhielt die Sparda ab November 1945 Liquiditätsspritzen der Deutsche Verkehrs-Kreditbank, die sich auf insgesamt 8,2 Millionen Reichsmark beliefen.
Da die Reichsverkehrsbank beim Registergericht Charlottenburg (also in West-Berlin) registriert war, blieb sie als Rechtspersönlichkeit erhalten und konnte den Betrieb als Zentralbank der Sparda-Banken wieder aufnehmen, auch wenn die Vermögenswerte im Osten verloren waren.
Am 1. Oktober 1946 zog die Sparda Frankfurt in das Industriehaus an der Taunusstraße der Reichsbahn um. Die Situation hatte sich so weit stabilisiert, dass am 25. Oktober 1947 die erste Vertreterversammlung nach dem Krieg stattfinden konnte.

#### Wirtschaftswunderjahre
Mit der Währungsreform ging (wie bereits nach der Inflation der 1920er Jahre) eine Bereinigung der Aktiva und Passiva einher. Die Bilanzsumme schrumpfte in der Eröffnungsbilanz auf 3 Millionen DM. Gleichzeitig gab die Währungsreform den Startschuss für das Wirtschaftswunder. Auch die Sparda wuchs nun in hohem Tempo. Ende 1955 war die Bilanzsumme auf 25 Millionen DM gestiegen, 1970 wurden 182 Millionen DM berichtet. Zum Wachstum trug vor allem das Kreditgeschäft bei. Die Finanzierung des Wiederaufbaus verhinderte zunächst die Bildung von größeren Sparguthaben der Kunden. Die Refinanzierung der Kredite erfolgte über die Sichtguthaben auf den Girokonten, die weiter die Säule des Passivgeschäftes der Bank bildeten.
Aus der Reichsbahn wurde die Deutsche Bundesbahn. Entsprechend änderte die Vertreterversammlung im Dezember 1950 den Namen der Bank zu Eisenbahn Spar- und Darlehenskasse Frankfurt/M und ließ das „Reich“ fallen.
Auch die Mitgliederzahl stieg deutlich an. Waren es 1949 etwa 30.000 Mitglieder, so waren es 1955 bereits 40.000. Das Wachstum führte auch zu einem Anstieg der Mitarbeiterzahlen und neuen Investitionen in die Buchungstechnik. 1951/52 wurden neue Adrema- und Buchungsmaschinen angeschafft. 1960 war der Arbeitsmarkt leer gefegt. Das gestiegene Geschäftsvolumen musste mit weniger Mitarbeitern bewältigt werden. Zur Lösung wurde eine Post-Tronic Buchungsmaschine angeschafft, die mit Magnetkarten arbeitete.
Der Aufbau des Eigenkapitals hielt mit dem gestiegenen Kreditvolumen nicht Schritt. Die Eigenkapitalquote sank von 6,4 % im Jahr 1951 auf 3,4 % im Jahr 1961. Das Vertrauen der Kunden litt darunter nicht. Die Sparda war seit 1951 Mitglied des Garantiefonds des Verbandes der Eisenbahn-Spar- und Darlehenskassen e. V., einem frühen Einlagensicherungsfonds. Daneben bestand seit der Weltwirtschaftskrise 1931 eine (nachrangige) Bürgschaft der Reichsbahn für alle Einlagen, die nach dem Krieg von der Bundesbahn übernommen wurde.
Im Juni 1953 bezog die Bank 700 Quadratmeter im wiederhergestellten Gebäude der Bundesbahndirektion Frankfurt an der Friedrich-Ebert-Anlage. Bereits nach wenigen Jahren reichten diese Flächen aber nicht mehr aus. Als erste Sparda-Bank zog die Frankfurter Sparda am 15. November 1967 in ein eigenes Gebäude. Dieses hatte man 1965 bis 1967 am Güterplatz erbaut. Die Sparda nutzte zunächst die zwei unteren Stockwerke mit 1525 Quadratmetern und vermietete die oberen vier an die Bank zurück.

#### Öffnung für Nichtbahnmitarbeiter und Aufbau des Filialnetzes
Mit dem Aufstieg des Individualverkehrs ging die Bedeutung der Eisenbahnen und damit auch die Zahl der Mitarbeiter der Deutschen Bundesbahn zurück. Im Frühjahr 1969 beschloss der Verband der Sparda-Banken eine Empfehlung zur Öffnung auf Beschäftigte des öffentlichen Dienstes. Dieser Empfehlung stimmte die Vertreterversammlung am 7. Mai 1969 zu. Diese Strategie wurde jedoch zunächst nur zögerlich umgesetzt. Maximal 30 % der Mitglieder sollten Nicht-Bahn-Mitarbeiter sein. Der Anteil dieser Kundengruppe betrug 1975 nur 1,3 %. 1980 waren es 6,5 % und 35,4 % im Jahr 1990. Die anderen Sparda-Banken hatten dies offensiver umgesetzt. Bis 1970 war die Frankfurter Sparda immer zweitgrößte Sparda-Bank, 1990 war sie nur noch die siebtgrößte. Es half auch nichts, dass die Bank sich im Mai 1975 für alle Arbeiter und Angestellte öffnete.
Dennoch wuchs die Bank weiter. Am 19. Dezember 1972 wurde das 50.000 Mitglied begrüßt, 1990 wurden 60.000 Mitglieder gezählt. Dazu trug der Aufbau eines Filialnetzes ab 1979 bei. Im Juli 1979 wurde die erste Filiale in der Eisenbahnersiedlung in Frankfurt-Nied eröffnet. 1980 erfolgte die Übernahme der Wiesbadener Filiale der Allgemeinen Beamtenbank. Ab 1982 wurden „Sprechtage“ in Darmstadt, Gießen, Hanau und Limburg abgehalten. Im Juli 1984 wurde die Filiale Gießen, im Juni 1986 die Filiale Darmstadt, im Mai 1988 die Filiale Limburg und April 1989 in Hanau eröffnet. In den 1990er Jahren kamen weitere hinzu, bis 15 Filialen erreicht waren. Die Bilanzsumme überschritt 1978 die 500 Mio. und 1985 die 1 Mrd. DM.
Die Öffnung der Bank sollte sich auch im Namen der Bank widerspiegeln. Am 8. Mai 1978 erhielt der Vorschlag des Vorstands auf Umbenennung noch nicht die notwendige Dreiviertelmehrheit. Am 21. Mai 1979 beschloss die Vertreterversammlung die Umbenennung zum 1. Januar 1980 in Sparda-Bank Frankfurt (Main) e.G.

## Geschäftsdaten
Die Sparda-Bank Hessen hat eine Bilanzsumme von 7,076 Milliarden Euro und zählt 283.816 Mitglieder. Das Geldinstitut hat 36 Filialen und 27 SB-Stellen (Stichtag 31. Dezember 2019). Als Tochterunternehmen mit einer Beteiligung von jeweils 100 Prozent sind von der Bank genannt: Deutsche Privatfinanz AG, ICS IT & Consulting Services GmbH, SpardaDirekt Hessen GmbH. In der Liste der Genossenschaftsbanken nimmt die Sparda-Bank Hessen unter den 839 Instituten den 14. Rang ein.
Die Genossenschaftsbank richtet sich nach ihrem Förderauftrag und spendet aus den Mitteln ihres Gewinn-Sparvereins jährlich mehr als 1,5 Millionen Euro an ehrenamtliche Vereine, Organisationen und Verbände.
Im Banken-Benchmarking victor 2011 wurde die Sparda-Bank Hessen zum Sieger in gleich zwei Kategorien gekürt: Unternehmenskultur und Führung.

## Veröffentlichungen
- Dieter Hein: Im Zug der Zeit: Die Sparda-Bank Frankfurt am Main 1903–2003.
- Rainer Olten: 100 Jahre Sparda-Bank Kassel e.G.: Den Grundsätzen treu und offen für die Zukunft. Von der Eisenbahn-Spar- und Darlehenskasse e.G.m.b.H. zum modernen Dienstleistungsunternehmen. ISBN 3-9253-3332-0.